# Pavlovy epištoly

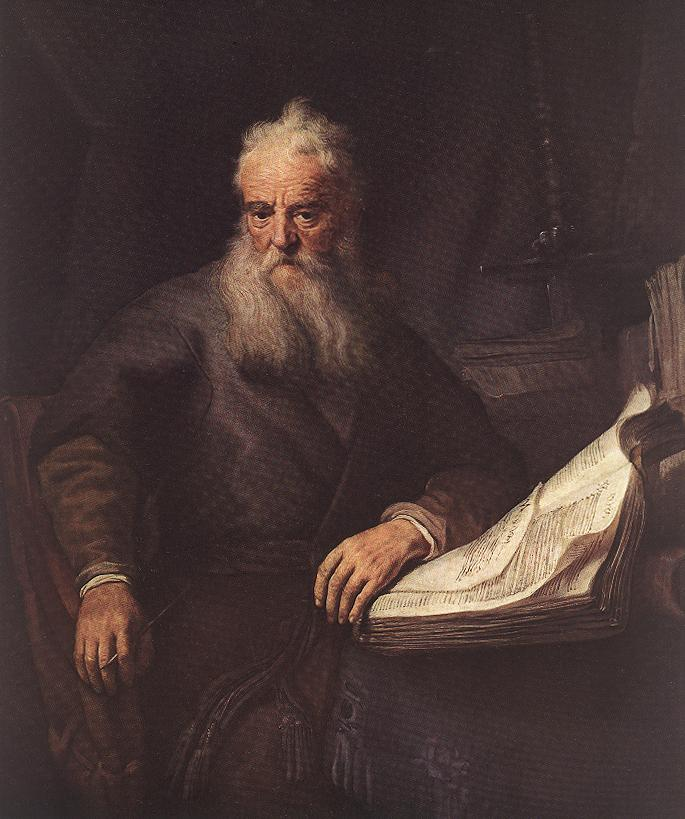
Pavel z Tarsu

Termínem Pavlovy epištoly se označují ty listy Nového zákona, které jsou připisovány svatému Pavlovi.

## Seznam Pavlových epištol
| České jméno             | Řecké jméno          | Latinské jméno                  | Zkratka | Zkratka | Zkratka | Originál |
| České jméno             | Řecké jméno          | Latinské jméno                  | Čes.    | Plná    | Min.    | Originál |
| ----------------------- | -------------------- | ------------------------------- | ------- | ------- | ------- | -------- |
| List Římanům            | Προς Ρομαιος         | Epistula ad Romanos             | Řím     | Rom     | Ro      | Řecky    |
| První list Korintským   | Προς Κορινθιους Α    | Epistula I ad Corinthios        | 1 Kor   | 1 Cor   | 1 C     | Řecky    |
| Druhý list Korintským   | Προς Κορινθιους Β    | Epistula II ad Corinthios       | 2 Коr   | 2 Cor   | 2 C     | Řecky    |
| List Galatským          | Προς Γαλατας         | Epistula ad Galatas             | Gal     | Gal     | G       | Řecky    |
| List Efezským           | Προς Εφεσιους        | Epistula ad Ephesios            | Ef      | Eph     | E       | Řecky    |
| List Filipským          | Προς Φιλιπποις       | Epistula ad Philippenses        | Fp      | Phil    | Phi     | Řecky    |
| List Koloským           | Προς Κολοσσεις       | Epistula ad Colossenses         | Kol     | Col     | C       | Řecky    |
| První list Tesalonickým | Προς Θεσσαλονικεις Α | Epistula I ad Thessalonicenses  | 1 Te    | 1 Thess | 1 Th    | Řecky    |
| Druhý list Tesalonickým | Προς Θεσσαλονικεις Β | Epistula II ad Thessalonicenses | 2 Te    | 2 Thess | 2 Th    | Řecky    |
| První list Timoteovi    | Προς Τιμοθεον Α      | Epistula I ad Timotheum         | 1 Tim   | 1 Tim   | 1 T     | Řecky    |
| Druhý list Timoteovi    | Προς Τιμοθεον Β      | Epistula II ad Timotheum        | 2 Tim   | 2 Tim   | 2 T     | Řecky    |
| List Titovi             | Προς Τιτον           | Epistula ad Titum               | Tit     | Tit     | T       | Řecky    |
| List Filemonovi         | Προς Φιλημονα        | Epistula ad Philemonem          | Flm     | Philem  | P       | Řecky    |
| List Židům              | Προς Εβραιους        | Epistula ad Hebraeos            | Žd      | Heb     | H       | Řecky    |

## Apokryfní epištoly
- 3. list Korintským
- List Laodicensis
- List Alexandrensis
- Evangelium podle Pavla